# Die Entwicklung des Luftmilitarismus und die Auflösung der europäischen Land-Heere, Festungen und Seeflotten
Die Entwicklung des Luftmilitarismus und die Auflösung der europäischen Land-Heere, Festungen und Seeflotten, mit dem Titelzusatz: Eine Flugschrift, ist ein satirischer und antimilitaristischer Text des deutschen Schriftstellers Paul Scheerbart (1863–1915), der zu Anfang des 20. Jahrhunderts veröffentlicht wurde und sich mit möglichen Entwicklungen der konventionellen Kriegsführung befasst.

## Der Text
Der Text enthält zahlreiche Anspielungen auf Artikel in der damaligen deutschen Presse, auf die maritime und politische Konkurrenz, die zu dieser Zeit zwischen dem wilhelminischen Deutschland und Großbritannien bestand, und schließlich auf die beiden internationalen Haager Friedenskonferenzen, die 1899 und 1907 stattfanden. Der Autor entwickelt in diesem antimilitaristischen Text eine persönliche Reflexion über die Entwicklung der konventionellen Kriegsführung und die neuen Herausforderungen, die die militärische Luftfahrt durch die Entwicklung der lenkbaren Luftschiffe zu dieser Zeit darstellte. Er plädiert für eine europäische Militärunion am Vorabend des Ersten Weltkriegs.
Paul Scheerbart war der Ansicht, dass die Verbindung der aufkommenden Luftschifffahrt mit Dynamit nur zu einem totalen Krieg führen könne, und nahm damit den Abwurf der ersten Atombomben auf zwei japanische Städte am Ende des Zweiten Weltkriegs vorweg.
Im Vorwort von Nikolai Vogel und Katharina Fitzpatrick zu einer digitalen Neuauflage heißt es: 

„Mit dem Titel Flugschrift steuert Scheerbart die Rezeptionserwartungen deutlich weg von der Phantastik hin zur Zeitpolitik. Er äußert sich zur Rüstungsdebatte seiner Zeit – und die Provokanz seiner Äußerungen, inmitten des Wilhelminischen Deutschlands, sollte heute nicht zu gering veranschlagt werden. Es wird damals keine Kleinigkeit gewesen sein, in explizit nicht belletristischem Zusammenhang zu äußern, es wäre doch sinnvoll, Kriegsschiffe bald in Vergnügungsdampfer und Festungen in Hotels, ihrer besonderen Architektur wegen erhaltenswert, umzuwandeln.“

## Inhalt
Dieser pamphletistische Text ist in sechzehn Unterabschnitte gegliedert, die jeweils einen bestimmten Punkt des Problems des Luftmilitarismus und seiner militärischen, zivilen oder politischen Folgen behandeln:
Vor einer Tragödie stehen wir …

I. Die Unmöglichkeit einer Landschlacht unter Mitwirkung von Luftflotten

II.	Die Unmöglichkeit eines Festungskrieges unter Mitwirkung von Luftflotten

III. Die Unmöglichkeit einer Seeschlacht unter Mitwirkung von Luftflotten

IV.	Die Infanterie im Luftkriege

V. Die Artillerie im Luftkriege

VI.	Die Kavallerie im Luftkriege

VII. Die gänzlich nutzlosen Unterseeboote

VIII. Die Verwertung der Festungen und Kriegsschiffe im Dienste der friedlichen Kulturentwicklung

IX.	Kanonen, Pferde, Flinten, Säbel, Uniformen und die Kriegsmuseen der Zukunft

X. Der Militaristenkongress und die Umrüstung

XI.	Das Ende des Antimilitarismus

XII. Die Luftflotten im Kampfe gegeneinander

XIII. Dynamitkrieg und Revolution

XIV. Luftschiffahrt und Jubelfeste

XV.	Frankreich, Deutschland und die vereinigten Staaten von Europa

XVI. Die Entlastung der Militärverwaltungen durch die Luftfahrzeuge der Privatleute